# قشب القشوب (السبرة)

تعديل مصدري - تعديل

قشب القشوب محلة تابعة لقرية دار السمايا، التابعة لعزلة التربة بمديرية السبرة إحدى مديريات محافظة إب في الجمهورية اليمنية.، بلغ تعداد سكانها 71 حسب تعداد اليمن لعام 2004.